# Bannière arrière d'Urad
Pour les articles homonymes, voir Urad.
La bannière arrière d'Urad (乌拉特后旗 ; pinyin : Wūlātè Hòu Qí) est une subdivision administrative de la région autonome de Mongolie-Intérieure en Chine. Elle est placée sous la juridiction de la ville-préfecture de Baynnur.

## Démographie
La population de la bannière est de 54 854 habitants en 1999.